# Zebrogłowik popielaty
Zebrogłowik popielaty, mrówkowiec złotobrzuchy (Terenura sicki) – gatunek małego ptaka z rodziny chronkowatych (Thamnophilidae). Występuje endemicznie na niewielkim obszarze w północno-wschodniej Brazylii. Krytycznie zagrożony wyginięciem.

## Taksonomia
Po raz pierwszy gatunek opisali D.M. Teixeira i L.P. Gonzaga w 1983 roku. Opis ukazał się na łamach „Bulletin of the British Ornithologists’ Club”. Ptak został odkryty przy okazji prowadzonych na początku 1979 badań nad podgatunkiem nominatywnym czubacza garbonosego (Mitu mitu). Autorzy przydzielili zebrogłowikowi popielatemu nazwę Terenura sicki, akceptowaną przez IOC. Nazwa upamiętnia Helmuta Sicka, który cytując autorów: wprowadził ich w ornitologię.
Holotypem została dorosła samica odłowiona 7 lutego 1979 w Murici stanie Alagoas. Przekazano go do Muzeum Narodowego Brazylii, okaz otrzymał numer 32048. Opis zawierał informacje na temat odkrycia i systematyki (w tym uzasadnienie), wyglądu holotypu, wymiarów, zachowania, zasięgu i środowiska.

## Morfologia
Długość ciała mieści się w przedziale 9,5 do 10,5 cm, masa ciała wynosi od 6,5 do 7 g. U samca obszar od czoła do górnej części grzbietu porastają pióra czarne, a całość wieńczą białe paski. Pozostała część wierzchu ciała przybiera barwę czarną, można dostrzec kilka białych pasków. Barkówki zasłaniają biały obszar. Pióra skrzydeł czarne, lotki posiadają białe obrzeżenia, zaś pokrywy skrzydłowe zakończone są białymi kropkami. Sterówki czarniawe. Gardło jak i pozostała część spodu ciała białe.
Samicę odróżnia rdzawy grzbiet i kuper, białe obszary głowy zastąpione są białawo-płowymi, a spód ciała cechuje kolor pomarańczowy. U holotypu tęczówka była brązowa, żuchwa brązowa, górna szczęka ołowianoszara, krawędzie dzioba (l.mn. tomia) perliście szare, skok ołowianoszary. Formuła skrzydłowa: 5=6=7>8=4>9>10. Różnica między lotką 9. i 8. wynosi blisko 3 mm, zaś między 10. i 9. około 9 mm.
Porównanie wymiarów zebrogłowika popielatego (samica) i rdzawogrzbietego (T. maculata; wartość uśredniona):
|                        | Skrzydło | Ogon | Skok | Dziób wzdłuż górnej krawędzi |
| ---------------------- | -------- | ---- | ---- | ---------------------------- |
| T. sicki ♀ (holotyp)   | 43       | 40   | 15   | 11                           |
| T. maculata, ♀♀ n = 11 | 42,9     | 44,2 | 15,8 | 11,9                         |

## Zasięg występowania
Zebrogłowik popielaty został wykazany z nielicznych stanowisk na Planalto da Borborema w stanach Alagoas i Pernambuco (północno-wschodnia Brazylia). BirdLife International szacuje całkowity zasięg występowania na 14 600 km², a obszar faktycznie zajmowany przez ten gatunek na 130 km².

## Ekologia
T. sicki zasiedla półwilgotne lasy wiecznie zielone na wysokości 200–550 m n.p.m., choć jedno ze współczesnych doniesień mówi o ptaku zaobserwowanym na wysokości 76 m n.p.m. Przebywa w wyższych warstwach roślinności. Żywi się owadami, w żołądku holotypu znaleziono chrząszcze (Coleoptera) i karaczany (Blattaria). Prawdopodobnie zjada również pająki. Często dołącza do stad wielogatunkowych, w tym tych z udziałem mrówiaczków ciemnoskrzydłych (Myrmotherula snowi). Żeruje parami, w grupach rodzinnych lub pojedynczo. Pokarmu szuka 7–20 m nad ziemią, okazjonalnie do 5 m. Niezwykle ruchliwy, porusza się krótkimi skokami, przerywanymi ponadsekundową przerwą na poszukiwanie pokarmu. Żeruje w pnączach, przebywa zarówno w okolicy pnia, jak w koronach drzew. Pożywienie zbiera z liści, niekiedy także martwych. Pieśń to długi, suchy terkot. Zawołanie stanowi suche czip i nieco głośniejszy, niższy dźwięk. Repertuarem głosów ptak przypomina zebrogłowika rdzawogrzbietego.

### Lęgi
Budowę gniazda obserwowano w listopadzie. Na podstawie kondycji rozrodczej oraz przebiegu pierzenia można uznać, że sezon lęgowy trwa od listopada do lutego. Gniazdo odnalezione niemal pod koniec jego budowy miało długość (wymiary średnie) 8,2 cm, szerokość 5,6 cm, głębokość 4,9 cm; przypominało gniazdo przedstawicieli Thamnophilus i Dysithamnus. Budulec stanowiły m.in. mchy i fragmenty grzybów z rodzaju Marasmius. Konstrukcja znajdowała się 10–12 m nad ziemią. Młode w lutym dołączają do rodziców żerujących w wielogatunkowych stadach.

## Status zagrożenia i ochrona
Przez IUCN od 2016 roku gatunek klasyfikowany jest jako krytycznie zagrożony wyginięciem (CR, Critically Endangered). Wcześniej, od 2000 roku uznawany był za zagrożony wyginięciem (EN, Endangered), a od 1994 roku za gatunek narażony (VU, Vulnerable). Głównym zagrożeniem dla zebrogłowików popielatych jest wycinka lasów. Populacja ma trend silnie spadkowy, a jej liczebność szacowana jest na nie więcej niż 250 dorosłych osobników. Gatunek występuje w 6 obszarach uznanych za ostoje ptaków IBA. Jest to m.in. Reserva Biológica de Pedra Talhada, który to rezerwat jest strzeżony, a jego funkcjonowanie spotyka się z aprobatą lokalnej ludności. T. sicki uznano w Brazylii za gatunek prawnie chroniony.